# Alexandru Petrescu
Alexandru Petrescu (n. secolul al XX-lea, Constanța, România) este un politician român, ministru al economiei în Guvernul Sorin Grindeanu în ianuarie și februarie 2017. Este membru al PSD.
Alexandru Petrescu este președinte al Autorității de Supraveghere Financiară, fiind numit de către Parlamentul României în decembrie 2023 pentru un mandat de 5 ani.